# Adolf Lins

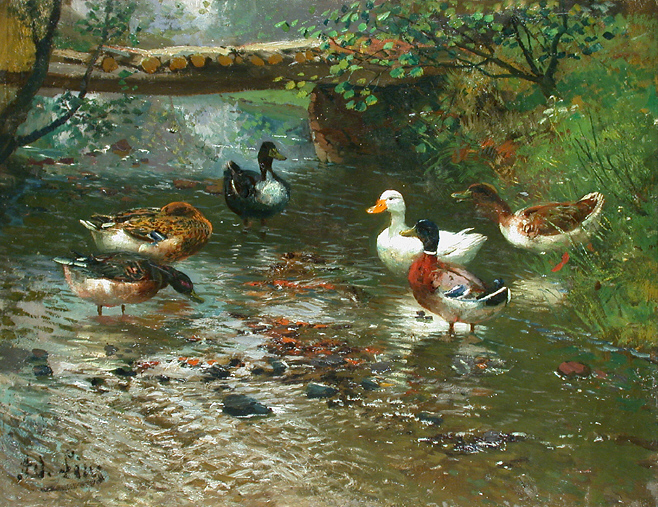
Adolf Lins: Patos en el arroyo

Adolf Lins, llamado Gänselins (Kassel, 21 de octubre de 1856-Düsseldorf, 26 de marzo de 1927), fue un pintor alemán. Se le ascribe a la escuela de pintura de Düsseldorf y perteneció a la colonia de pintores de Willingshausen .

## Familia y formación
Adolf Lins era el tercero de los cuatro hijos de Rudolph Lins (1822-1870), cartero, y Bertha, de soltera Kürschner (1823-1890), nacida en Kassel. Cuando su padre fue ascendido de asistente de correos a secretario principal de la oficina de correos, la familia se mudó a las afueras de la ciudad debido a la mejora de su situación financiera. Pero con la muerte de su padre, cuando Adolf tenía trece años, la familia experimentó un declive social, que está documentado por el nuevo cambio de residencia, ahora en la Castenalsgasse en el casco antiguo de Kassel. La madre estaba comprometida con una buena educación para todos sus hijos. A partir de 1866, su hijo Adolf asistió al Friedrichs-Gymnasium y lo dejó en 1872 con el certificado de finalización de la escuela secundaria superior.
De 1872 a 1875, Adolf Lins estudió en la escuela de arte de su ciudad natal de Kassel con Friedrich Müller (1801–1889), el pintor de pintura histórica Eduard Ihlée y los paisajistas August Bromeis y Eduard Stiegel (1818–1879).

## Estancias en Willingshausen y traslado a Düsseldorf

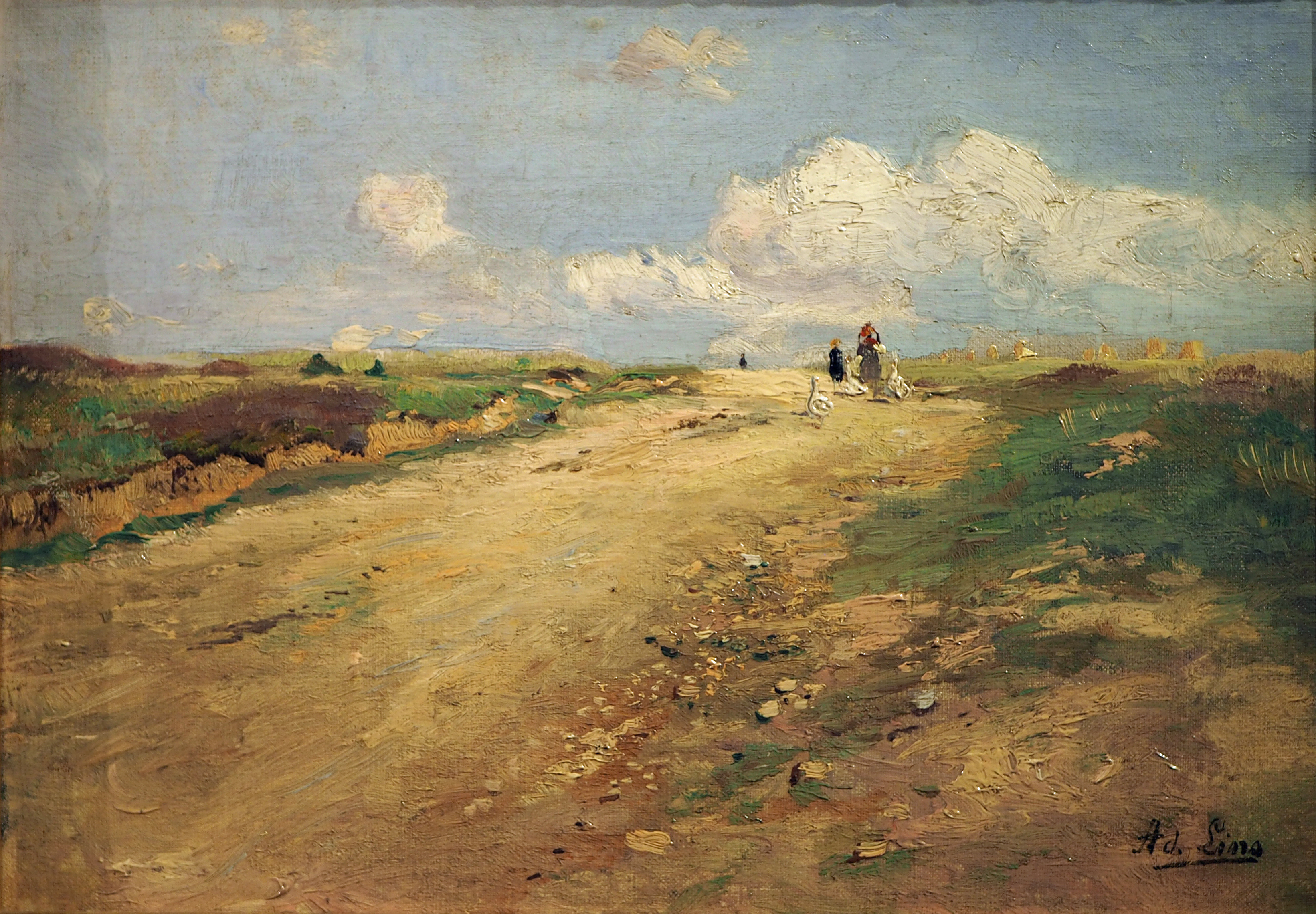
Camino de tierra del museo Schwalm - Hessen Kassel

Su primera estancia en el pueblo de pintores de Willingshausen in der Schwalm, fue en 1874 (y luego todos los años hasta 1908), por recomendación de sus profesores de la academia de Kassel de intensificar su estilo pictórico con estudios prácticos in situ. En el pueblo, supo ganarse el cariño de los niños, que se convirtieron en motivos de sus cuadros, con un trato directo y abierto. Rápidamente también se creó una imagen especial de sí mismo entre los adultos, debido a su aparición espontánea y su actividad de pintura con el caballete frente al Gasthof Haase, la actual casa del pintor. Su amistad con los pintores de Düsseldorf Hermann Sondermann y Nikolaus Barthelmess lo motivó a trasladarse a Düsseldorf en 1877.
En Düsseldorf se instaló en la casa de la empresa naviera de carpintería y arte de Georg Paffrath (1847-1925) en la Jacobistrasse 14c e inicialmente trabajó para Ferdinand Brütt y se convirtió en miembro de la asociación de artistas Malkasten, para la cual también escribió obras de teatro y poemas. El círculo creado en 1878 llamado "Oriente", que también incluye a Eduard Kaempffer, Hugo Mühlig, Heinrich Otto, Hans von Volkmann y Fritz von Wille, y la Asociación de Artistas de Düsseldorf para apoyo mutuo y ayuda. En 1891 cofundó la secesionista Freie Vereinigung Düsseldorfer Künstler. De 1902 a 1906 Lins fue miembro de la junta directiva de la Kunsthalle de Düsseldorf. Después de que se construyera la "Casa de artistas y estudios" de la Asociación de artistas de Düsseldorf en la Sittarder Straße 5, se mudó a un estudio allí.
En 1915, Lins conoció a Gertrud Klein, quien se convirtió en su ama de llaves. Sin embargo, sólo cuatro años antes de su muerte, en 1923, el pintor legitimó la convivencia con ella en un contrato matrimonial. En 1926 sufrió un derrame cerebral y desarrolló una diabetes. De resultas un ojo le tiene que ser extirpado quirúrgicamente. Lins muere el día 26 de febrero de 1927 y está enterrado en el cementerio del norte de Düsseldorf, su esposa continuó viviendo en el edificio del estudio en la Sittarder Straße.

## Establecimiento de un nuevo grupo de artistas en Röllshausen
A partir de 1908 Lins (53 años) y Hugo Mühlig (56 años) vivieron y trabajaron durante los meses de verano en Röllshausen, localidad vecina de Willingshausen. Se alojaban en el restaurante con una habitación separada (su estudio) propiedad del granjero Johann Georg Siebert (1856-1930). Adolf Lins no había perdido nada de su carisma. En 1910 le siguen jóvenes artistas de Willingshausen y Röllshausen se convierte en una colonia de artistas independientes. Los pintores tres décadas más jóvenes como Franz Eichhorst, Franz Martin Lünstroth (1880-1968), Walter Hoeck, Hans Bremer, Walter Courtois (muerto en 1914), Hans Wiegand se unen a ellos. Les siguieron Emil Beithan (1878-1955), Karl Mons (1890-1947) y Arno Drescher, que finalmente se establecieron de forma permanente en Röllshausen.
Lins y Mühlig pertenecen al nuevo grupo como líderes o como figuras paternas. Una caricatura en acuarela de Lins, creada en 1911, refleja el estado de ánimo y el orden predominantes en el grupo de pintores. Todos parecen contentos y se enganchan los brazos. Para enfatizar su unión e igualdad, Lins coloca a los pintores en una línea según su tamaño. Él mismo, en el lateral derecho, con la pipa en la boca, quiere alinear a su grupo de artistas con un “suboficial”. La leyenda: "Solo somos compatriotas de Linzer Buabe"... apunta a su "canción de grupo", que pretende enfatizar el espíritu comunitario de la alianza. Mühlig, con un cigarro en la boca, un vaso de cerveza en la mano derecha y un periódico en la izquierda, ocupa el centro de la imagen y es señalado por Linz como una figura paterna intelectual.
Sin embargo, Lins también se quedó en el Bajo Rin para pintar al aire libre, incluso en Nierst, donde ocasionalmente pasaba algunos meses de verano. En 1880 fue a Schwalenberg y París para estudiar en Lipperland; En 1882 viajó a Kohlstädt cerca de Bad Lippspringe, a Detmold y finalmente al Tirol. Las obras creadas alrededor de 1885/90 documentan la estancia del artista en la colonia de pintores de Dachau, cerca de Múnich.
Lins expuso sus obras, escenas rurales de niños, pero sobre todo vistas de pueblos y paisajes de Schwalm, el Bajo Rin y Westfalia, más tarde también de la Alta Baviera, a menudo con figuras, en los principales marchantes de arte de Düsseldorf y en las exposiciones anuales de la Kunstverein für die Rheinlande und Westphalia, la Asociación Libre, la Academia de Berlín y en Dresde, Múnich y Viena. A partir de la década de 1880 prefirió pintar paisajes de arroyos y pastos poblados de vacas y ovejas, pero sobre todo gallinas, patos y gansos, lo que le valió el apodo de “Geese-Lins”. Las pinturas aparecían a menudo como grabados en madera en las revistas ilustradas de la época. Lins también creó retratos, por ejemplo, los de algunos de sus compañeros pintores. A partir de la década de 1890, sin embargo, se ocupó cada vez más de paisajes puros, por lo que su estilo pictórico se caracterizó cada vez más por una pincelada más expresiva, casi violenta. Además de numerosas acuarelas y gouaches, también creó algunas obras gráficas independientes.